# St'uxwtews
St'uxwtews (Bonaparte), jedna od bandi Shuswap Indijanaca zapadno od Cache Creeka u kanadskoj provinciji Britanska Kolumbija. Njihovo porijeklo je od stare skupine Zaktcinemuk ili Bonaparte.
Populacija im iznosi 794 (2007.). Glavno naselje je na Bonaparte Indian Reserve #3, ostali su na Grasslands 7, Hihium Lake 6, Hihium Lake 6a, Hihium Lake 6b, Loon Lake 4, Lower Hat Creek 2, Mauvais Rocher 5 i Upper Hat Creek 1.

## Vanjske poveznice
- Map of Bonaparte Traditional Territory[neaktivna poveznica]